# Площа Рамуса ді Азеведу (округ Се)
Площа Рамуса ді Азеведу (порт. Praça Ramos de Azevedo) — міська площа, розташована в окрузі Бутантан, в центральній частині міста Сан-Паулу, поруч з Валі-ду-Анангабау. Також поруч із площею розташований Муніципальний театр Сан-Паулу, торговий центр Shopping Light і Віадук Ша. Разом з цими будівлями, площа є одним з символів міста, що часто зображується на поштових відкритках.
За проектом Муніципального театру, розробленим італійськими архітекторами Доміціано Россі і Клаудіо Россі, співпрацівниками студії Рамуса ді Азеведу, з метою вентиляції театру з підвалу театру були побудовані виходи на нову площу, що пізніше отримала назву Рамуса ді Азеведу.